# باشگاه فوتبال بوخوم
باشگاه فوتبال بوخوم ۱۸۴۸ (به آلمانی: Verein für Leibesübungen Bochum 1848 Fußballgemeinschaft) یکی از باشگاه‌های فوتبال آلمان می‌باشد. این تیم هم‌اکنون در بوندسلیگا مشغول به رقابت با دیگر تیم‌ها می‌باشد. بوخوم یکی از قدیمی‌ترین سازمان های ورزشی در جهان است.

## بازیکنان ایرانی
از بازیکنان ایرانی این تیم می‌توان به مهدی مهدوی‌کیا، وحید هاشمیان و محرم نویدکیا اشاره کرد.